# 觀音寺城之戰
觀音寺城之戰是永祿11年（1568年）9月12日，織田氏奉足利義昭上洛途中，與近江守護六角氏六角義賢、義治父子在近江國觀音寺城週邊爆發的戰爭，並以箕作城為主戰場，又稱箕作城之戰。結果織田軍攻陷箕作城，觀音寺城則無血開城，信長順利上洛。這場戰爭是信長實踐天下布武的首場戰役，之後京都、畿內大致平定，信長成為事實上的天下人。信長上洛後，安土桃山時代正式開始，因此，此戰役也是戰國時期最後一場合戰。

## 背景
永祿11年(1568年)７月25日，織田信長正式將前任將軍足利義輝之弟足利義昭迎來美濃國立政寺後，便準備與擁立足利義榮擔任將軍的三好三人眾交戰。而在必經之路的近江國大名六角義賢、六角義治父子，則早跟三好三人眾有往來，也曾拒絕協助足利義昭上洛。
為此，織田信長也將妹妹阿市嫁給北近江大名淺井長政締結同盟，並早在永祿10年（1567年）便出兵北伊勢，迫降在當地原先從屬於六角家的關盛信跟神戶具盛。隨後在永祿11年(1568年)4月時又策反六角家臣永原重隆。
織田信長後於當年8月5日率馬迴眾250人從岐阜城出發，於8月7日抵達佐和山城，和六角義賢父子從8月8日起展開交涉，希望六角父子參與擁護足利義昭，加入上洛之戰，並交出人質為協約，但早跟三好三人眾有協議的六角父子在7日間的交涉裡始終堅持拒絕。早有預料的織田信長也暗中跟淺井長政商議後續進攻箕作城跟對抗三好三人眾的事宜。而三好長逸、三好政康跟岩成友通隨後在8月17日前往南近江跟六角義賢會面，雙方再次進行磋商。
確定談判破裂後，織田信長在8月20日回歸美濃岐阜城，發動美濃、尾張、伊勢、三河四國之力，組成大軍直撲南近江攻打六角家，織田家盟友德川家康派遣松平信一、小笠原信興率領1000兵力支援，關盛信、神戶具盛等北伊勢豪族也出兵參戰，兵力有3萬、4萬等說法。

## 戰況
織田信長在同年9月7日正式出兵，在9月8日跟淺井長政在佐和山城會師支援，織田軍在高宮一帶滯留兩天休整，9月11日時進軍至愛知川周邊布陣，獲知織田信長進軍南近江，六角義賢父子為防備敵軍來襲，分兵於箕作城、和田山城加強防衛，讓吉田出雲守重高、建部秀明率兵3000鎮守箕作城，田中治部大輔、田中山城守率兵6000守備和田山城，蒲生賢秀本想發兵增援箕作城，但六角義賢覺得沒有必要，因此蒲生賢秀便回歸日野城把守。而織田信長也在12日先派森可成、柴田勝家、坂井政尚為先鋒，跟觀音寺城兵交戰，斬首80多人。原先織田信長希望由淺井長政監視觀音寺城，然後織田軍去進攻和田山城，但為淺井長政拒絕後，織田信長改以坂井政尚監視觀音寺城，美濃三人眾監視和田山城，佯做進攻姿態。

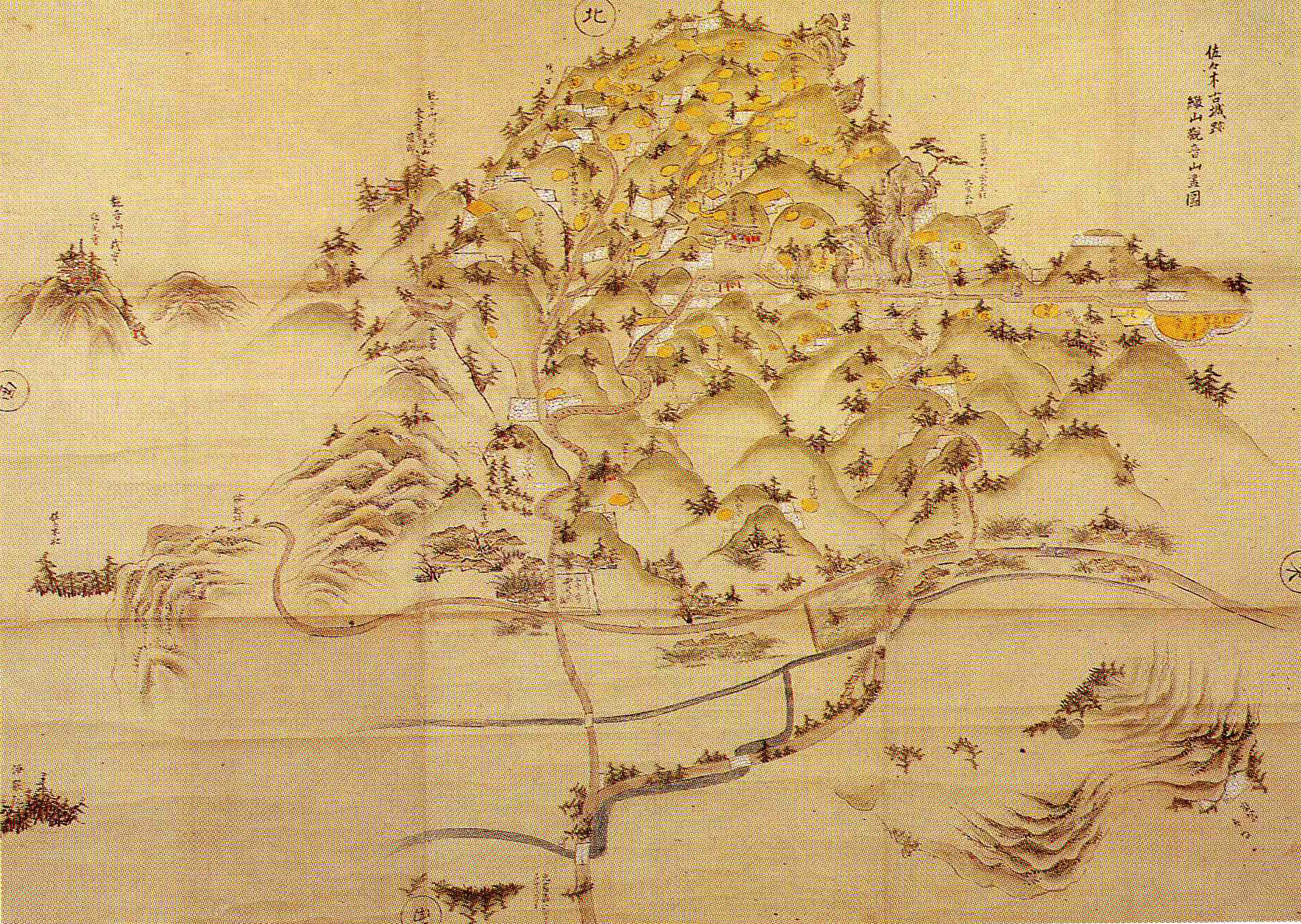
佐佐木古城繖山観音山畫圖

織田信長隨後於9月12日渡過愛知川，並將軍隊分成3隊，第一隊由稻葉良通率隊進攻和田山城、柴田勝家及森可成進攻觀音寺城，另外派遣丹羽長秀、佐久間信盛、淺井政貞、木下藤吉郎攻打箕作城，以佐久間盛次跟蜂須賀正勝為先鋒攻城，德川軍的松平信一也參加先鋒陣勢作戰，城將吉田重高、建部秀明雖試圖抵抗，以弓矢、火绳枪攻擊織田軍，但城門仍然遭到攻破，松平信一率先入城，隨後丹羽家臣林通氏、佐久間盛次、竹中重治、木村重茲一同殺入城中共同立下一番乘之功，被編入木下藤吉郎部隊的前田利家率先衝陣殺敵，立下一番首之功，箕作城在當日半夜遭到攻陷，建部秀明逃亡，城兵陣亡200人。和田山城在聽聞箕作城被攻下後，城兵驚恐逃跑。
觀音寺城發現織田軍主力轉移後，也出城襲擊坂井政尚部隊，結果被坂井政尚擊退，其子坂井久藏也奮戰有功，獲得織田信長跟足利義昭賜感狀獎勵。德川家臣松平信一在箕作城淪陷隔日，因作戰勇猛獲得織田信長褒獎，賞賜桐紋革胴服，丹羽家臣林通氏也同樣因為作戰剛猛，獲織田信長賜予感狀。
在箕作城失陷後，織田信長將本陣設往箕作山，並於翌日對六角氏的居城觀音寺城發動總攻，六角義賢、六角義治父子自知難敵，遂放棄觀音寺城逃亡，六角父子逃往甲賀，甚至一度逃往伊賀國。觀音寺城失陷後，重臣蒲生賢秀也在日野城籠城以抗，但織田信長派遣跟蒲生家有姻親關係的神戶具盛勸降，蒲生賢秀交出兒子蒲生氏鄉為人質，投效織田家。
而長光寺城、八幡山城等觀音寺城週邊18座支城相繼被織田軍或攻陷或勸降，六角家臣進藤賢盛、後藤高治、永原重隆、平井定武等相繼投效織田家，在聽聞六角義賢轉往鯰江城籠城後，織田信長也讓淺井長政率6000士兵進入箕作城、觀音寺城駐守，以防六角家反撲。

## 戰後
織田信長在迅速擊敗六角家後，派遣不破光治為使者回歸美濃立政寺向足利義昭報捷，並迎接足利義昭出兵參陣，9月27日，信長與義昭進入琵琶湖的三井寺。翌28日，義昭於東山的清水寺、信長於東福寺布陣，細川藤孝則擔任宮廷御所的警護任務。
織田信長也領兵正式往京都進發，與三好家展開作戰。